# Надвожњак
Надвожњак је објекат изнад пута којим се регулише укрштање у два или више нивоа са другим путевима, другим инфраструктурним системом или железницом. 
Надвожњак је у ствари део пута који пролази изнад: пута, пруге, пешачке стазе или бициклистичке стазе. Објекат где пут пролази испод надвожњака назива се подвожњак.
Код надвожњака је важна карактеристика дозвољено оптерећење или тежина које треба да се налази исписано на саобраћајном знаку испред надвожњака. Дозвољено оптерећење је битно како возило својом тежином не би оштетило надвожњак.